# Наукова бібліотека Львівського національного університету імені Івана Франка

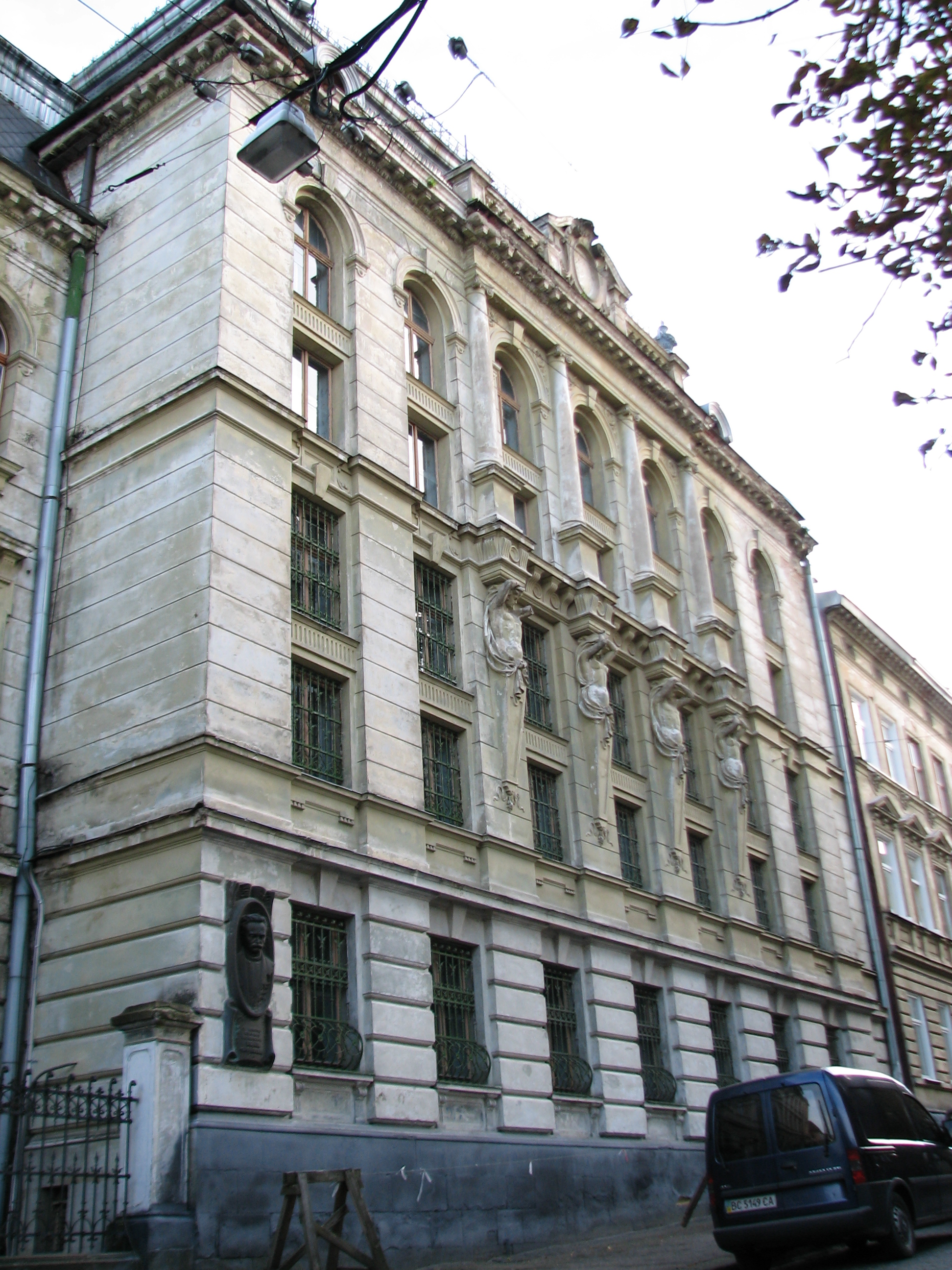
Книгосховище бібліотеки

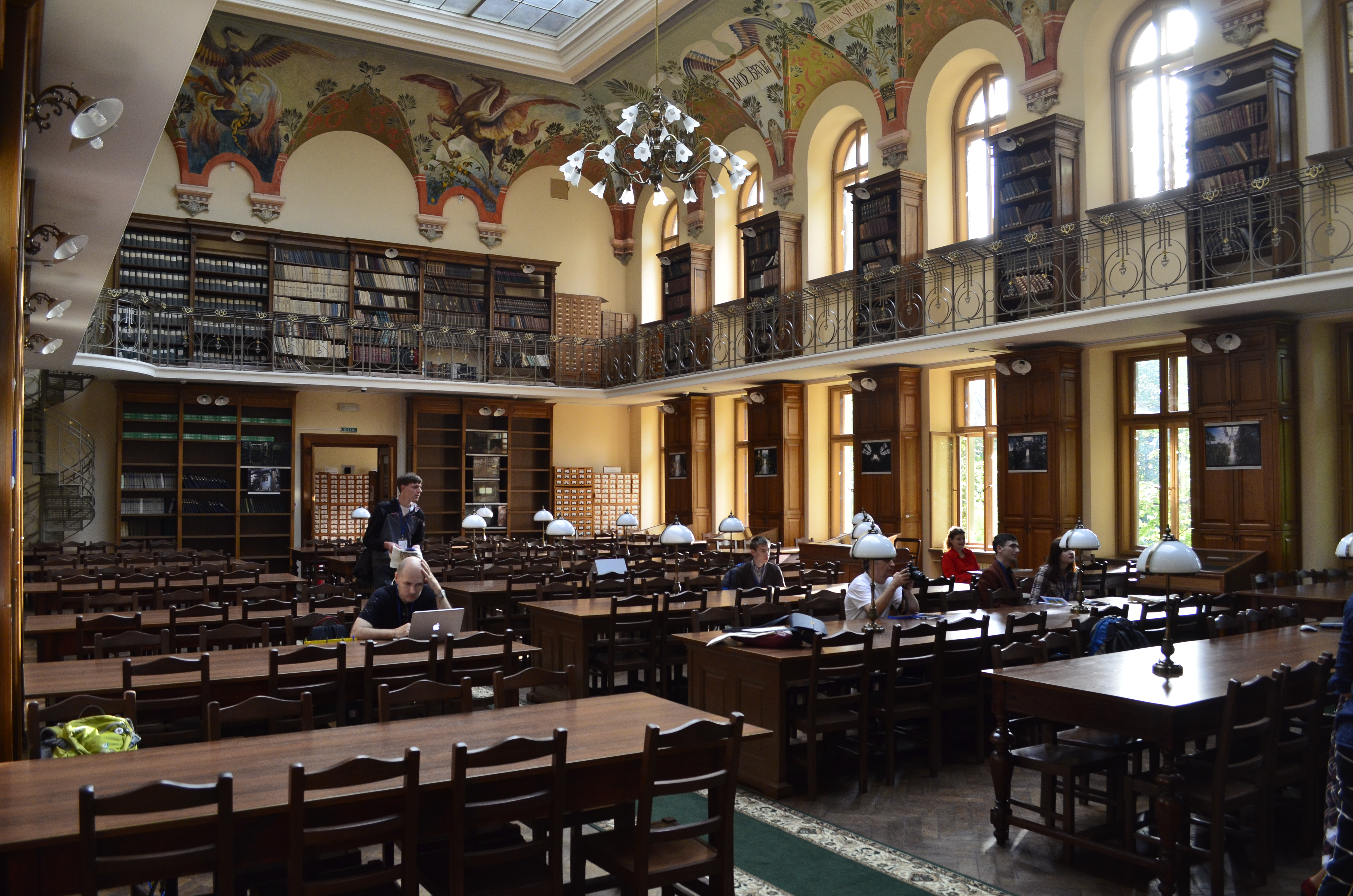
Велика читальна зала

Наукова бібліотека Львівського національного університету імені Івана Франка — головна наукова бібліотека університету, одна з найбільших і найдавніших наукових бібліотек України з фондом більше 3 млн томів. Заснована 1608 року як книгозбірня львівського Єзуїтського колегіуму. В. о. директора — Олександр Седляр.

## Фонди
Фонди бібліотеки на сьогодні становлять більше трьох мільйонів книг, 120 тисяч з яких — унікальні стародруки і рукописи, найстаріший з яких датований XIII століттям.
Фонди поділяються на шість структурних груп:
- Фонд рукописних, стародрукованих та рідкісних видань
- Фонд періодичних видань
- Фонд науково-бібліографічного відділу
- Фонд книгозберігання
- Фонд навчальної літератури
- Резервно-обмінний фонд

У бібліотеці зберігаються численні унікальні видання й манускрипти. Зокрема у фондах бібліотеки є книжки з особистої бібліотеки французького кардинала Мазаріні, французького короля Людовіка XV, польського короля Сигізмунда II, гетьмана Івана Мазепи.
У кінці XVIII століття наукова бібліотека університету була єдиним державним депозитарієм документів Речі Посполитої, тож з ліквідацією державних і церковних установ документи і книги передавали саме сюди. У той час до книгозбірні потрапили стародруки із 147-ми ліквідованих монастирів, зокрема й зі Скита Манявського.
Від 1807 року бібліотека отримувала обов'язковий примірник періодичних та наукових видань, які з'являлися на території держави. Це правило діяло до 1939 року. Тому фонд періодики в цій бібліотеці є найбільшим в Україні.
Протягом австрійського періоду в історії Львова бібліотека комплектувалася надходженнями із території всієї Австро-Угорщини.

## Відділ рукописних, стародрукованих та рідкісних книг
Відділ рукописних, стародрукованих та рідкісних книг імені Ф. П. Максименка було засновано 1905 року, сьогодні він налічує понад 120 тисяч одиниць зберігання: рукописи, документи на пергаменті та інкунабули, палеотипи, спеціальні колекції.
Рішенням Кабінету Міністрів України від 21 жовтня 2008 року (№ 1345-р) фонд рукописних, стародрукованих та рідкісних книг Наукової бібліотеки Львівського національного університету імені Івана Франка включено до Державного реєстру наукових об'єктів, що становлять національне надбання.

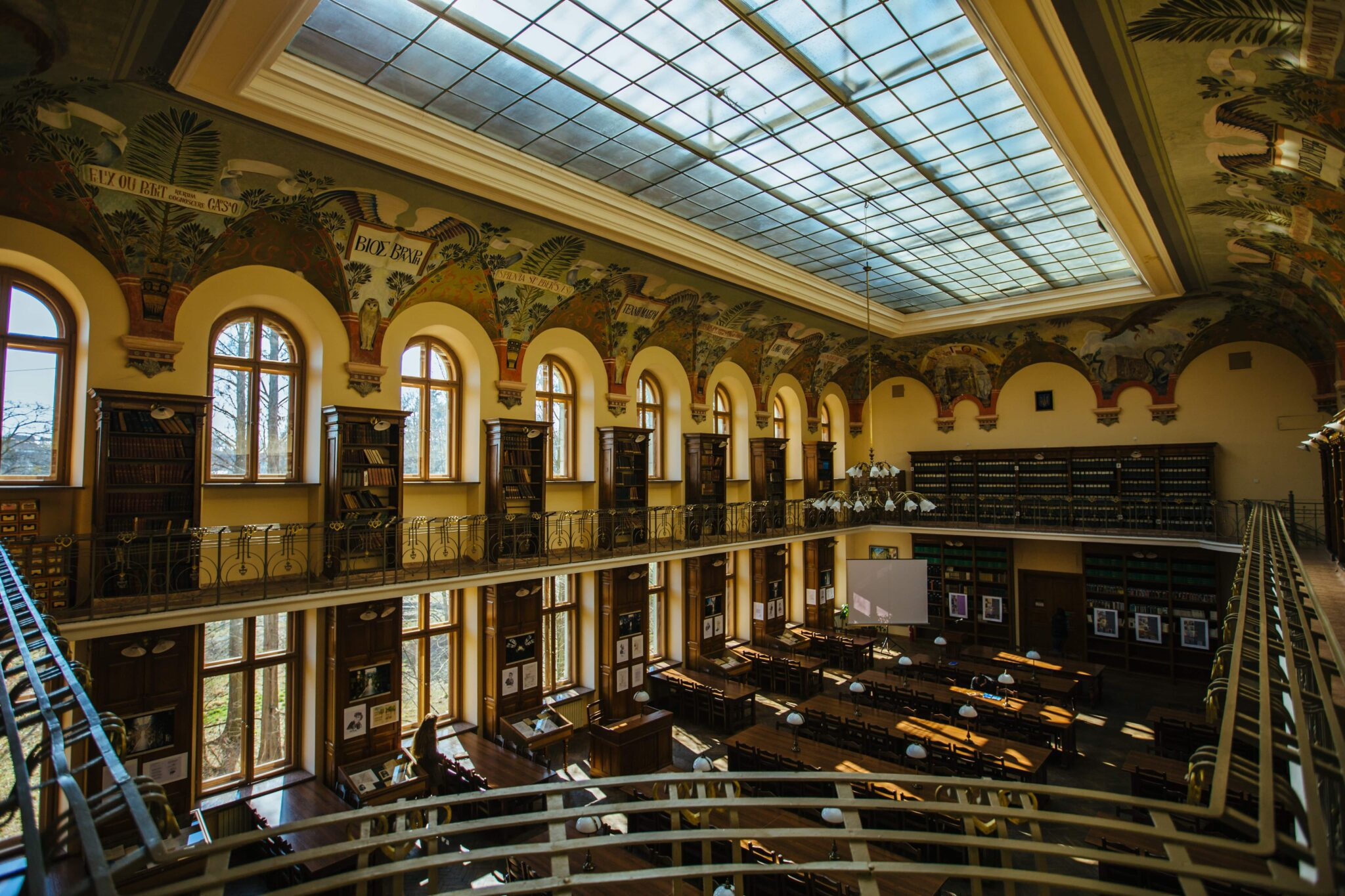
Скляна стеля та розписи у великій читальній залі

Станом на 2010 рік загальна кількість фонду відділу рідкісних книг становить 119933 од. зб. Фонд відділу структурно поділяється на 10 колекцій:
- Колекція рукописних книг та документів XI—ХХ ст.;
- Колекція інкунабул (1454—1500 рр.);
- Колекція палеотипів (1501—1550 рр.);
- Колекція стародруків (1551—1825 рр.);
- Колекція графічних та образотворчих видань (XVII—XX ст.);
- Колекція картографії (1511—2001 рр.);
- Колекція воєнних друків (1905—1945 рр.);
- Колекція афіш (1816—1942 рр.);
- Колекція періодики (XVIII—XX ст.);
- Колекція рідкісних книг (XIX—XX ст.).

### Інкунабули
Сьогодні в бібліотеці Львівського університету зберігається 49 інкунабул. Це одне з найбільших зібрань інкунабул в Україні. Каталоги інкунабул у фондах бібліотеки склали Є. Барвінський (публ. 1912), К. Пекарський (публ. 1927), А. Єнджейовська і Р. Котуля (неопубл., 1939), Ф. П. Максименко (публ. 1958), Н. П. Швець (неопубл., 2002).

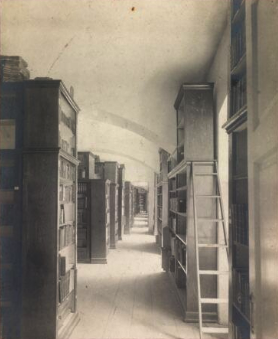
Книгосховище бібліотеки. 1904 рік

До 1941 зібрання бібліотеки Університету було найбільшим у Львові. Формування започатковано 1784 року, коли разом з бібліотекою Ґареллі було передано колекцію з 136 інкунабул. Найстаршою з них була «Biblia, Germanica. [Straßburg: Henr. Eggestein, non post 1470]. 2o», а наймолодшою — «Regulae grammaticales antiquorum. Wien: Ioan. Winterburg, 1500. 4o». Після скасування багатьох релігійних орденів у 1784 році до колекції було долучено першодруки закритих 147 монастирських бібліотек, книги з яких надходили протягом 1785–1786 років. За станом на 1 березня 1786 року у бібліотеці Львівського університету з монастирських збірок було нараховано 620 інкунабул, з них видань 1465, 1469-75 — 24 , 1476-80 — 61, 1481-90 — 142, 1491–501 — 265, недатованих (прибл. 1480–1500) — 128.
При комплектуванні фондів бібліотек на той час Придворна Імператорська віденська бібліотека мала пріоритет у відборі. Тому найцінніші інкунабули, а разом з ними рукописи, стародруки відправляли до Відня. У травні 1785 року директор львівської бібліотеки Г. Ґ. фон Бретшнайдер пропонував список з 31 інкунабул 1465—1479 років, а 1786 року склав новий список для відправлення до Відня, в якому було 129 інкунабул.
За наступні 60 років фонд бібліотеки Львівського університету поповнювався завдяки купівлі та приватним дарам. У цьому була значна заслуга директора бібліотеки Ф. Стронського. З університетських хронік відомо, що бібліотека в серпні 1848 року зберігала 899 інкунабул, з яких після пожежі 2 жовтня 1848 року залишилося лише 205. До 1912 року додалося тільки 9 назв першодруків.
Значне збільшення колекції відбулося 1938 року, коли бібліотека Львівського університету здобула право на придбання дорогоцінного зібрання покійного графа Ю.-С. Козєбродського. У його приватній бібліотеці було 104 інкунабули, з них 11 не відомих у книгознавчій літературі, чимало видань, які збереглися у єдиних примірниках у світі: «Historia Alexandri Magni Germanica rerum enarratione Ioannis Hartlieb. Augsburg: Antonius Sorg, 8.VI.1478. 20»; «Ambrosius s. Epistolae. Libri 1-10 etc. Cum additione Georgii Cribelli. Milano: Leonardus Pachel, 18.XII.1490. 20»; "Breviarium Augustanum / Ed. iussu Frid. Hohenzollern. Ps. hiemalis. Augsburg: Erhardus Ratdolt, I.1493. 20" та інші. 1939 року разом бібліотекою теологічного факультету, у складі якої як депозит зберігалась бібліотека Львівського кафедрального костелу, надійшло 17 інкунабул. Зібрання інкунабул досягло 336 томів, але 1943 року під час нацистської окупації майже всі були вивезені до Кракова.
У бібліотеці залишилося 40 назв у 43 томах, у 1958 році 2 з цих інкунабул за обміном були передані бібліотеці Саратовського університету. Завдяки книгознавчим дослідженням фондів бібліотеки співробітниками відділу рукописних та рідкісних книг до збірки долучено ще 11 назв.
На 1 січня 2005 року збірка інкунабул нараховує 49 назв у 51 томах. Найстаріша інкунабула бібліотеки — «Nicolaus de Lyra. Postilla in universa Biblia cum expositionibus Guillemi Britonis et additionibus Pauli Burgensis… . Ps. 2: Psalterium. Straßburg: Johann Mentelin, 1472. 20». 1473 рік репрезентований у збірці виданнями учня та сподвижника Йоганна Ґутенберґа Петера Шеффера: «Augustinus Aurelius. De civitate Dei, cum commento Thomae Waleys et Nicolai Trivet. Mainz: Petrus Schöffer, 5. IX. 1473. 2o» та: «Vincentius Bellovacensis. Speculum historiale. Vol. 3-4. [Strassburg: R-typ. = Adolphus Rusch, ca 1473]. 20» з мистецькою оправою майстра Йоганна Ріхенбаха з Гейслінгена, виконаною близько 1481–1486 років для єпископа діоцезії Секкау в Штирії (Австрія) Маттіаса Шейта фон Вестерштеттена (1440—17 травня 1517).
Бібліотека має декілька інкунабул, які збереглися у дуже обмеженій кількості примірників у світі, а саме: «Defectus in missa. [Roma: Stephan Plannck, ca 1493/94. 8o»- відомо про примірник Національної бібліотеки Франції; видання «Breviarium Cracoviense. Nürnberg: Ioannes Stuchs, 1498. 8o», яке збереглося лише у 3 примірниках та 1 фрагменті; разом з ним оправлене видання краківського друкаря Яна Галлера «Officium in festo Immaculate Beatae Mariae Virginis. [Kraków: Jan Haller, 1509]. 8o», про існування якого було відомо тільки з архівних джерел.

### Спеціальні фонди
У відділі рідкісних книг зберігаються також цінні спеціальні фонди, а саме:
- Фонд «Єзуїтика» — архів Малопольської провінції Товариства Ісуса. Опрацьований у 1896 р. Євгеном Барвінським, польським бібліографом, використовувався як історичне джерело в праці польського історика Станіслава Заленського «Єзуїти в Польщі». Надійшов до бібліотеки після розформування в 1773 р. єзуїтського товариства. Документи з 1394 до 1780 р. — листування, заповіти, описи майна, яке належало закладам єзуїтів у Білій Церкві, Фастові, Кременці, Ярославі, Луцьку, Львові, Острозі, Самборі та інших містах.
- Фонд «Тінеціана» — документи Львівського Тінеціанського монастиря з 1516 по 1792 рр. — листування, юридичні та економічні документи монастиря і декілька рукописів, що йому належали. Надійшов у складі книг, які були одержані з анульованих австрійським урядом 147 монастирів Галичини та Буковини (1784).
- Фонд «Економія Самборська» — інвентарі, записи про ведення судових справ на теренах Самбірської економії 1598–1805 рр.
- Фонд «Факти міста Снятина» — документи економічного та юридичного характеру з 1655 по 1813 рр.
- Фонд Цісарсько-Кайзерської цензури — рукописні каталоги видань відомого львівського видавця Піллера, ХІХ ст.
- Збірка церковнослов'янських рукописних книг (XV–XVIII ст.), придбана у Антона Петрушевича — 25 од. зб.
- Збірка вірменських рукописів — 11 кодексів (XV–XIX ст.) і збірка східних рукописів — 22 кн. (XVII–XX ст.), що були придбані бібліотекою у професора університету Зігмунта Смогожевського 1926 року.
- Збірка польського бібліофіла князя Йозефа Саби Козебродського, придбана бібліотекою 1936 року у вдови. Складається з 22 кодексів XII-ХХ ст.
- Фонд Леона Олександра Деспот-Зеновича, польського аристократа, — родинні документи, листи (XV–XIX ст.).
- Фонд професора Т. Піня — листування з відомими діячами польської культури: письменником Леопольдом Стаффом, поетом Ф. Новицьким, письменником Владиславом Орканом.
- Фонд Станіслава Борковського — польського вченого-природознавця — наукові праці, родинне та майнове листування  — з 1815 по 1850 рр.

## Видання бібліотеки
У бібліотеці засновано низку періодичних видань, присвячених різним бібліотечним темам, виходять також видання поза серіями.
Бібліотека публікує такі періодичні і серійні видання:
- Вісник Львівського університету. Серія «Книгознавство, бібліотекознавство та інформаційні технології».
- Visnyk of the Lviv University. Series «Bibliology, Library Studies and Information Technologies».
- Серія «Біобібліографія вчених університету»
- Серія «Українська біобібліографія. Нова серія»
- Серія «Doctor Honoris Causa»
- Серія «Каталоги книгозбірні»
- Серія «Дрібненька бібліотека»
- Серія «Мемуари і документи»

### Загальна література
- Наукова бібліотека Львівського національного університету ім. Івана Франка: Матеріали до енцикл. / ред.: С. Макарчук; упоряд.: Н. Швець. — Л.: ЛНУ ім. І. Франка, 2005. — 196 c.
- Наукова бібліотека Львівського державного університету ім. Івана Франка: Корот. довідн. — Л., 1959. — 41 с.
- Архівні установи України: Довідник / Автори-укладачі О. І. Алтухова, С. І. Андросов, Л. С. Анохіна та ін.; ред. кол. О. С. Онищенко, Р. Я. Пиріг, Л. А. Дубровіна та ін.; упоряд. Г. В. Боряк, С. Г. Даневич, Л. А. Дубровіна та ін.; Державний комітет архівів України, Міністерство культури і мистецтв України; Національна бібліотека України ім. В. І. Вернадського НАН України. — К., 2000. — С. 194—196.
- Archives and Manuscript Collections in the Microfiche / Ed. by P. Grimsted Kennedy. — Leiden, 1989. — Ser. 3: Soviet Ukraine and Moldavia.
- Ghwalewik E. Zbiory polskie: Archiwa, biblioteki, gabinety, galerje, muzea i inne zbiory pamiatek przeszlosci w ojczyznie i na obczyznie. — Warzsawa, 1926. — Т. 1. — S. 390–393.
- Les bibliothegues de Lwow: Apercu soimmaire / Direc. M. Eustache Gaberle. — Lwow, 1929. — P. 37—57.
- Dudik A. Archive im Konigreiche Galizien und Lodomerien. — Wien, 1867. — S. 111—124.
- Grimsted Kennedy P. Archives and Manuscript Repositories in the USSR. Ukraine and Moldavia. — Princeton, 1988. — B. 1. — P. 573—577.

### Спеціальні колекції
- Романски С. Влахобългарски рукописи въ Львовската университетска библиотека // Периодическо списание на Българското книжевно дружество въ Софиа // 1910. — Т. 71, № 7/8. — С. 587—610. — [Окреме вид.: София, 1910. — 24 с.]
- Савченко А. Коллекция ибадитских рукописей Научной библиотеки Львовского государственного университета им. И. Я. Франко: Науч. докл. / АН УССР. Ин-т философии. — Препр. — К., 1988. — 19 с.
- Гаркавець О. Вірмено-кипчацькі рукописи в Україні, Вірменії, Росії: Кат.— К., 1993. — 328 с.
- Інкін В. Ф. Архів Самбірської економії // ЗНТШ. — 1996. — Т. CCXXXI: Праці Комісії спеціальних (допоміжних) історичних дисциплін. — С. 107—146.
- Люзняк М. Поширення української книги Товариством «Просвіта» на Лемківщині у 30-х роках XX ст. [Огляд фонду № 122, Товариство «Просвіта», ЛНБ НАН України] // Вісн. Львів. ун-ту. Сер. іст. — 1999. — Вип. 34. — С. 487—493.
- Люстрації королівщин українських земель XVI–XVIII ст.: Матеріали до реєстру рукоп. та друкованих текстів / Уклала Р. Майборода. — К., 1999. — 316 с.
- Швець Н. Історія формування картографічної збірки Наукової бібліотеки ЛДУ ім. І. Франка // Картографія та історія України: Зб. наук. праць. — Львів, 2000. — С. 234—235.

### Колекція інкунабул
- Denis M. Die Merkwürdigkeiten der k. k. garellischen öffentl. Bibliothek am Theresiano: In 2 Bd. Wien, 1780. Bd. 1. — S. 33—41;
- Bretschneider und G. van Swieten: Ein Beitrag zur Geschichte der Universitäts-Bibliothek in Lemberg // Mitt. ÖVfB 1906. — S. 11—30;
- Barwiński E. Katalog inkunabułów Biblioteki Uniwersyteckiej we Lwowie. Lw., 1912. VIII, 25 s., 3 tabl.;
- Piekarski K. Inkunabuły i Polonica XVI wieku w bibliotece Katedralnej we Lwowie // Silva rerum. — 1927. — T. 3, maj. — S. 69—72;
- Mękarski S. Drogocenny księgozbiór // Pion. — 1938. — Nr. 47;
- Jędrzejowska A., Kotula R. Katalog inkunabułów Biblioteki Uniwersyteckiej we Lwowie. Przybytki z lat 1923–1938. — Lwów, 1940;
- Максименко Ф. П. Першодруки (інкунабули) Наукової бібліотеки Львівського університету. Каталог. — Львів, 1958. — 32 с.;
- Triller E. O inkunabułach w zbiorach lwowskich // Rocz. bibl. — 1867. — Z. 1-2. — S. 183—185;
- Швець Н. Зведений каталог інкунабул, що зберігаються у бібліотеках та музеях Львова. — 2002 (рукопис);
- Kotula R. Ein bisher unbekannter Richenbach-Einband aus der Sammlung der Universitätsbibliothek in Lwów (Polen) // Archiv für Buchbinderei. 1939; № 39. — S. 79—81, 156—157;
- Швець Н. Примірник Краківського бревіарію 1498 р. у НБ ЛУ // Зб. Праць РРК, С. 41-62; НБ ЛНУ рук. 255 IV; Архів бібліотеки ф. 31, оп. 4, 226, 400/1.